# Кырдар-Сонсырма, Гёзде
Гёзде Кырдар-Сонсырма (тур. Gözde Kırdar Sonsırma; род. 26 июня 1985, Кютахья) — турецкая волейболистка, доигровщик стамбульского «Вакыфбанка» и сборной Турции.

## Карьера
Свою профессиональную карьеру Гёзде Кырдар начинала в 1999 году в стамбульском клубе «Гюнеш». Летом 2000 года «Гюнеш» слился с «Вакыфбанком», образовав новый клуб «Вакыфбанк Гюнеш», с которым Гёзде выиграла множество турниров на национальном и международном уровне.
С 2003 года Гёзде играет за турецкую сборную, с которой завоевала золотую медаль на XV Средиземноморских Играх в испанской Альмерии и серебряную медаль Евролиги 2009 года.
В 2011 году Гёзде стала победителем Лиги чемпионов 2010/11, где также была признана лучшей на приёме, а со сборной Турции выиграла бронзу на чемпионате Европы 2011 и Мировом Гран-при 2012.
В сезоне 2012/13 Гёзде в составе «Вакыфбанка» победила в Кубке Турции, во второй раз в Лиге чемпионов и чемпионате Турции, получив награду как лучшая атакующая, лучшая на приёме и самый ценный игрок турецкой Первой лиги. Со сборной Турции она завоевала серебряную медаль на XVII Средиземноморских играх в турецком Мерсине. В следующем сезоне Гёзде выиграла Суперкубок Турции, клубный чемпионат мира и во второй раз подряд национальный кубок и чемпионат.
В ходе сезона 2014/15 Гёзде Кырдар вновь стала обладательницей Суперкубка Турции, получить награду, как лучший игрок. В сезоне 2016/17 она выиграла Лигу Чемпионов и чемпионат мира среди клубов, а с национальной сборной завоевала бронзовую медаль на чемпионате Европы 2017.

## Личная жизнь
Гёзде Кырдар — сестра-близнец другой успешной волейболистки Озге Кырдар. Гёзде вышла замуж за итальянского тренера Алессандро Браччески в 2017 году.

## Достижения

### Клубные
- Чемпионат Турции: 2003/04, 2004/05, 2012/13, 2013/14
- Кубок Турции: 2012/13, 2013/14
- Суперкубок Турции: 2013, 2014
- Чемпионат мира среди клубов: 2013, 2017
- Лига Чемпионов ЕКВ: 2010/11, 2012/13, 2016/17
- Кубок вызова ЕКВ: 2007/08

### В сборной
- Средиземноморские игры 2005
- Лиги Европы 2009
- Лиги Европы 2011
- Средиземноморские игры 2013

### Индивидуальные награды
- 2010 — чемпионат Турции: лучшая на приёме
- 2010 — чемпионат Турции: лучшая на приёме
- 2011 - Лига чемпионов ЕКВ: лучшая на приёме
- 2013 — чемпионат Турции: самый ценный игрок
- 2013 — чемпионат Турции: лучшая нападающая
- 2013 — чемпионат Турции: лучшая на приёме
- 2013 - Чемпионат Мира среди клубов: лучший доигровщик
- 2014 - Кубок Турции: самый ценный игрок
- 2014 — чемпионат Турции: лучшая на приёме
- 2014 — чемпионат Турции: самый ценный игрок
- 2014 - Суперкубок Турции: самый ценный игрок
- 2015 — чемпионат Турции: лучшая на приёме